# 丁哈四世
丁哈四世（1935年9月15日—2015年3月26日），或作登哈四世、丁克哈四世，本名丁哈·哈拿尼雅（Dinkha Khanania），第111任東方亞述教會大公長牧首。
丁哈生於伊拉克，於出生地Darbandokeh村的教堂受洗，聖名「丁哈」的意思是「升起」。他擔任過第四任烏爾米耶教區主教。
丁哈四世於3月26日上午在美國明尼蘇達羅切斯特的一間醫院逝世，享年80歲。東方亞述教會爲此發表公告，表達他們的沈重哀痛。宗主教生前因病毒感染的併發症而引發肺炎，住院療養。

## 外部連結
- （英文） Assyrian Church of the East | Official News 東方亞述教會官方新聞網站
- （英文） Common Christological Declaration Between the Catholic Church and the Holy Apostolic Catholic Assyrian Church of the East（页面存档备份，存于） 《天主教會與東方亞述教會共同基督論宣言》